# Jacques-Napoléon Faure-Biguet
Jacques-Napoléon Faure-Biguet (* 1. Oktober 1893 in Paris; † 18. Juli 1954 in Le Vésinet) war ein französischer Journalist, Schriftsteller und Übersetzer. Besonders bekannt wurde er mit seinen unter dem Pseudonym Jacques Decrest verfassten Kriminalromanen.

## Leben
Faure-Biguet, geboren im Pariser IX. Arrondissement, besuchte ab 1905 das Lycée Janson de Sailly. Dort begann der Elfjährige eine lebenslange Freundschaft mit dem anderthalb Jahre jüngeren Mitschüler und Schriftstellerkollegen Henry de Montherlant, über den Faure-Biguet später zwei biografische Werke verfasste (Montherlant, homme de la Renaissance, 1925, und Les enfances de Montherlant, 1941).
Später arbeitete Faure-Biguet als Journalist, unter anderem 20 Jahre als Literaturredakteur des (1939 eingestellten) L’Écho de Paris. Zwischen 1924 und 1948 verfasste er eine Anzahl von Biografien, sowohl über Schriftsteller wie Arthur de Gobineau und Maurice Barrès (der zu Faure-Biguets 1916 erschienenem einzigen Gedichtband Poèmes 1914-1915 das Vorwort geschrieben hatte) als auch über zeitgenössische Staatsmänner wie König Alexander von Jugoslawien und den Generalmajor Leclerc. Gleichzeitig schrieb er auch einige Romane wie La Fiancée morte (1925), Les Prisonniers d’Amour (1926) und Le Prisonnier des Mers (1927).
1933 veröffentlichte er schließlich unter dem Pseudonym „Jacques Decrest“ in Gaston Gallimards Verlag N.R.F. (heute als Éditions Gallimard bekannt) seinen ersten Kriminalroman, Hasard. Ähnlich wie der drei Jahre zuvor von Georges Simenon erfundene Kommissar Jules Maigret war auch Kommissar Gilles, der Protagonist dieses und der folgenden Kriminalromane Faure-Biguets, ein eher eleganter, kultivierter und zutiefst menschenfreundlicher Charakter, der sich dadurch vom hardboiled detective angloamerikanischer Prägung abhob. Faure-Biguets Romanreihe „Les enquêtes de Monsieur Gilles“ wuchs bis zu seinem Tod auf fast 20 Bände an, darunter 1949 der gemeinsam mit seiner Frau Germaine geschriebene Fumées sans feu (Der Schatten Clémentine), für den die beiden 1951 den Grand prix de littérature policière erhielten.
Im Sommer 1954 erlitt Faure-Biguet im Alter von 60 Jahren beim sonntäglichen Ballspiel mit seinem Sohn Gilles und einem von dessen Schulfreunden einen Herzinfarkt und starb im Garten seines Hauses. Sein letzter, bei seinem Tod noch nicht beendeter Kommissar-Gilles-Roman (Les complices de l’aube) wurde von Thomas Narcejac fertiggestellt.

## Werke

### Als J.-N. Faure-Biguet
- Poèmes, 1914-1915. S. Escoffier, Nizza 1916
- La Fiancée morte. Flammarion, 1925
- Les Prisonniers d’Amour. Flammarion, 1926
- Le Prisonnier des Mers. Éditions de la Nouvelle Revue Critique, 1927
- Passages de L’Oiseau. Éditions Victor Attinger, 1929
- La Colonne de Nuées. Éditions de Flore, Paris 1948

Biografische Werke
- Maurice Barrès, son oeuvre. Paris 1924
- Montherlant, homme de la Renaissance. Plon, Paris 1925
- Gobineau « Le roman des grandes existences ». Plon, Paris 1930
- Le Roi Alexandre Ier de Yougoslavie. Plon, Paris 1936
- La petite Soeur Thérèse. Plon, Paris 1937
- Les enfances de Montherlant (de neuf a vingt ans). Plon, Paris 1941
- Le Général Leclerc. Plon, Paris 1948

Übersetzungen aus dem Englischen
- Frank B. Gilbreth, Jr. und Ernestine Gilbreth Carey: Treize à la douzaine. Éditions de Flore, 1949 (engl. Cheaper by the Dozen, 1946)
- Frank B. Gilbreth, Jr. und Ernestine Gilbreth Carey: Six filles à marier. Éditions de Flore, 1951 (engl. Belles on their Toes, 1952)
- Frank B. Gilbreth, Jr.: Je suis un veinard. Éditions de Flore, 1952 (engl. I am a lucky Guy. An autobiography, 1951)

Herausgeber
- (mit André Chancerel) Lettres de Laure Surville de Balzac 1831 - 1837. Plon, Paris 1932

### Als Jacques Decrest
Kommissar-Gilles-Reihe
- Hasard. N.R.F., Paris 1933 (Éditions de Flore, Paris 1948)
  - deutsche Übersetzung: Hasard. Scherz, Bern 1954
- Les trois jeunes filles de Vienne. N.R.F., Paris 1934 (Éditions de Flore, Paris 1948)
  - deutsche Übersetzung: Drei Mädchen aus Wien. Scherz, Bern 1955
- Les rendez-vous du dimanche soir. N.R.F., Paris 1935 (Éditions de Flore, Paris 1948)[1]
- La petite fille de Bois-Colombes. N.R.F., Paris 1936 (Éditions de Flore, Paris 1949)
  - deutsche Übersetzung: Die Augen des Herrn Favier. Demokratische Druck- und Verlags-Gesellschaft, Linz 1951
- L'oiseau-poignard. N.R.F., Paris 1936 (Éditions de Flore, Paris 1950)
- La vérité du septième jour. N.R.F., Paris 1939 (Éditions de Flore, Paris 1951)
- Le bal de la Montagne noire. N.R.F., Paris 1941 (Éditions de Flore, Paris 1953)
- La maison du haut. N.R.F., Paris 1942 (Éditions de Flore, Paris 1952)
- Six bras en l'air. N.R.F., Paris 1943 (Éditions de Flore, Paris 1954) – Erzählungen (Six bras en l’air; Le bal du dernier soir; La chambre froide; Point d’Orgue; La mouche d’améthyste[2]; Les quatre chambres)
- Le troisième oeillet. S.E.P.E., 1948
- Les chambres sans serrures. Éditions de Flore, Paris 1949
- (mit Germaine Decrest) Fumées sans feu. Éditions de Flore, Paris 1949
  - deutsche Übersetzung: Der Schatten Clémentine. Detektiv Club, Wiesbaden 1951
- L'homme de trois nuits. Éditions de Flore, Paris 1950
- Les pistolets solitaires. Éditions de Flore, Paris 1951
- Vous n’y êtes pour rien (Erzählung, in: Votre Vie, Votre Bonheur, 1951)
- L'office des ténèbres. Éditions de Flore, Paris 1952
- Le tambour des dunes. Éditions de Flore, Paris 1953
- Le salon des oiseaux. Éditions de Flore, Paris 1954
- Denise au bord de l'eau. Éditions de Flore, Paris 1954
- Dieu mesure le vent. Éditions de Flore, Paris 1955
- Les complices de l'aube. Éditions de Flore, Paris 1955 – vollendet von Thomas Narcejac

andere Romane
- Les Jeunes Filles perdues. Plon, Paris 1943
- La Semaine des trois Jeudis. Éd. Maréchal, Liège 1946
  - deutsche Übersetzung: Mord am Donnerstag. Dörner, Düsseldorf 1950
- Prélude à la gloire. Éditions de Flore, Paris 1951 (nach dem Filmdrehbuch von Jean Bernard-Luc)

Übersetzungen aus dem Englischen
- Leslie Edgley: Ne craignez plus. S.E.P.E., 1948 (engl. Fear No More, 1946)
- Delano Ames: César vous aurez votre crime. Fayard, 1953 (engl. She Shall Have Murder, 1948)
- Delano Ames: César cherche le consul. Fayard, 1954 (engl. Corpse Diplomatique, 1950)
- Delano Ames: Mort d'un compagnon de voyage. Fayard, 1956 (engl. Death of a Fellow Traveller, 1950)

Die Bibliografie basiert im Wesentlichen auf der von Francis Lacassin. 